# Średzka Spółdzielnia Mleczarska
Średzka Spółdzielnia Mleczarsaka Jana – spółdzielnia mleczarska funkcjonująca w Środzie Wielkopolskiej.

## Historia
Pierwszą mleczarnię uruchomiono w Środzie Wielkopolskiej z inicjatywy Jadwigi Teodory von Duszyńskiej w 1885. Bazowała ona na dynamicznie rozwijającym się wówczas sektorze hodowli bydła w tym regionie Wielkopolski. 20 października 1905 powstała spółdzielnia mleczarska, która w kilka miesięcy później wykupiła mleczarnię z rąk von Duszyńskiej. Od razu rozpoczęto też budowę nowego zakładu, który jest użytkowany do dziś (po kilku przebudowach i modernizacjach). Na początku lat 90. XX wieku zakład budował silną bazę surowcową w okolicach, udzielając wszechstronnej pomocy inwestycyjnej rolnikom hodującym bydło w regionie. W początku XXI wieku dokonano kompleksowej modernizacji zakładu, który połączono z Okręgową Spółdzielnią Mleczarską w Kaźmierzu (zakład produkujący sery dojrzewające). 
W 2016 przedsiębiorstwo przerabiało ponad 250.000 litrów mleka dziennie. 17% rocznej produkcji kierowano na eksport (Niemcy, Wielka Brytania, Hiszpania, Irlandia, Włochy, Portugalia, Litwa, Rumunia, Węgry, Chorwacja, Czechy, Słowacja, USA).

## Nagrody
Zakład wyróżniono m.in.:
- znakiem „Jakość Tradycja”,
- znakiem jakości Q,
- znakiem „Dziedzictwo Kulinarne Wielkopolski”,
- znakiem „Poznaj Dobrą Żywność” (Ministerstwo Rolnictwa),
- Złotymi Medalami Międzynarodowych Targów Poznańskich (Polagra Food)[1][2].